# مخطط رياضيات
رياضيات هي مجال علمي يهتم بالمواضيع البحثية التي تتضمن الأرقام، الفضاء، البنية، والتغيير.للمزيد من الاطلاع على العلاقة بين رياضيات و علم اعتماداً على مقالة علم

## أصل الرياضيات
- تعريف الرياضيات—الرياضيات ليس لديها تعريف عام متفق عليه، هناك العديد من المدارس الفكرية، فلسفات مختلفة.

### الرياضيات هي
- هي تخصص (تعليم جامعي)— فرع من المعرفة يدرس لجميع المراحل في التعليم و الأبحاث و تحديداً في الجامعات و المعاهد.
- هي علوم شكلية— فرع من المعرفة يأخذ بعين الاعتبار خصائص النظام النظامي المعتد على التعاريف و القواعد الناتجة عن الاستنتاجات. على عكس كل العلوم، العلوم الشكلية لا تأخذ بعين الاعتبار سلامة النظريات اعتماداً على الملاحظة على أرض الواقع

## المواد

### الكيمة
- حسابيات
- عدد طبيعي
- عدد صحيح
- عدد كسري
- عدد حقيقي
- عدد مركب
- عدد عقدي فائق
- لانهاية

### البنية
- جبر تجريدي
- جبر خطي
- نظرية الأعداد
- نظرية الترتيب
- دالة

### الفضاء
- هندسة رياضية
- حساب مثلثات
- هندسة جبرية
- هندسة تفاضلية
- طوبولوجيا
- هندسة كسيرية

### التغيير
- تفاضل وتكامل
- تفاضل شعاعي
- معادلة تفاضلية
- نظام تحريكي
- نظرية فوضى الكون
- تحليل رياضي

### التأسيس و الفلسفة
- فلسفة الرياضيات
- نظرية المجموعات
- نظرية الأصناف
- نظرية النمط

### المنطق الرياضي
- نظرية النموذج
- نظرية البرهان
- نظرية المجموعات
- نظرية النمط
- نظرية الحاسوبية
- نظرية الحوسبة

### مواضيع رياضية منفصلة
- تركيبات
- نظرية المخططات
- علم التعمية

### تطبيقات الرياضيات
- فيزياء رياضية
- ميكانيكا
- ميكانيكا الموائع
- تحليل عددي
- نظرية التحكم
- إحصاء
- علم الأحياء الرياضي
- علم التعمية
- نظرية المعلومات
- رياضيات مالية
- اقتصاد رياضي
- احتمال
- بحوث العمليات
- استمثال (رياضيات)

## التاريخ
- رياضيات بابلية
- الحساب في مصر القديمة
- رياضيات هندية
- تاريخ الرياضيات اليوناني
- رياضيات صينية
- تاريخ نظام العد الهندي العربي
- نظام عد
- تاريخ الهندسة الرياضية
- تاريخ الجبر

## علم النفس
- تعليم الرياضيات
- قلق رياضياتي
- عسر الحساب

## تدوين الرياضيات
- قائمة الرموز الرياضية
- قائمة الرموز الرياضية بحسب الموضوع
- ثابت فيزيائي

## روابط خارجية
- MAA Reviews – The Basic Library List – Mathematical Association of America
- Naoki's Recommended Books, compiled by Naoki Saito, U. C. Davis
- A List of Recommended Books in Topology, compiled by Allen Hatcher, Cornell U.
- Books in algebraic geometry in nLab